# Усови
У́сови (рос. Усовы) — присілок у складі Орічівського району Кіровської області, Росія. Адміністративний центр Усовського сільського поселення.
Населення становить 320 осіб (2010, 348 у 2002).
Національний склад станом на 2002 рік — росіяни 94 %.